# FIA World Endurance Championship 2015
Het FIA World Endurance Championship 2015 was het vierde seizoen van het FIA World Endurance Championship, een autosportkampioenschap met endurancewedstrijden dat georganiseerd wordt door de Fédération Internationale de l'Automobile (FIA) en de Automobile Club de l'Ouest (ACO). In het kampioenschap reden prototype- en GT-wagens verdeeld onder vier klassen. Er werden wereldtitels uitgedeeld aan de hoogst geplaatste coureurs en constructeurs in zowel de prototype- als de GT-klassen.

## Kalender
In oktober 2014 werd de WEC-kalender van 2015 bekend gemaakt. Bijna alle races uit het seizoen 2014 keerden terug, met uitzondering van de 6 uur van São Paulo. De 6 uur van de Nürburgring is nieuw op de kalender.
| Ronde | Race                                  | Circuit                        | Datum        |
| ----- | ------------------------------------- | ------------------------------ | ------------ |
| 1     | 6 uur van Silverstone                 | Silverstone                    | 12 april     |
| 2     | 6 uur van Spa-Francorchamps           | Circuit de Spa-Francorchamps   | 2 mei        |
| 3     | 24 uur van Le Mans                    | Circuit de la Sarthe           | 13-14 juni   |
| 4     | 6 uur van de Nürburgring              | Nürburgring                    | 30 augustus  |
| 5     | 6 uur van het Circuit of the Americas | Circuit of the Americas        | 19 september |
| 6     | 6 uur van Fuji                        | Fuji Speedway                  | 11 oktober   |
| 7     | 6 uur van Shanghai                    | Shanghai International Circuit | 1 november   |
| 8     | 6 uur van Bahrein                     | Bahrain International Circuit  | 21 november  |

## Teams en coureurs
Inschrijvingen in het groen komen alleen in aanmerking voor kampioenschapspunten bij de coureurs. Inschrijvingen in het rood komen in aanmerking voor kampioenschapspunten bij de coureurs, maar komen alleen in aanmerking voor kampioenschapspunten bij de constructeurs tijdens de 24 uur van Le Mans.

### LMP1
| Team                  | Auto                    | Motor                         | Hybride           | Banden | Nr.                  | Coureur            | Races  |
| --------------------- | ----------------------- | ----------------------------- | ----------------- | ------ | -------------------- | ------------------ | ------ |
| Toyota Racing         | Toyota TS040 Hybrid     | Toyota 3.7L V8                | Hybride           | M      | 1                    | Anthony Davidson   | Alle   |
| Toyota Racing         | Toyota TS040 Hybrid     | Toyota 3.7L V8                | Hybride           | M      | 1                    | Sébastien Buemi    | Alle   |
| Toyota Racing         | Toyota TS040 Hybrid     | Toyota 3.7L V8                | Hybride           | M      | 1                    | Kazuki Nakajima    | 1, 3-8 |
| Toyota Racing         | Toyota TS040 Hybrid     | Toyota 3.7L V8                | Hybride           | M      | 2                    | Alexander Wurz     | Alle   |
| Toyota Racing         | Toyota TS040 Hybrid     | Toyota 3.7L V8                | Hybride           | M      | 2                    | Stéphane Sarrazin  | Alle   |
| Toyota Racing         | Toyota TS040 Hybrid     | Toyota 3.7L V8                | Hybride           | M      | 2                    | Mike Conway        | Alle   |
| Team ByKolles         | CLM P1/01               | AER P60 2.4L Turbo V6         |                   | M      | 4                    | Simon Trummer      | Alle   |
| Team ByKolles         | CLM P1/01               | AER P60 2.4L Turbo V6         | Vitantonio Liuzzi | M      | 4                    | 1-2                |        |
| Team ByKolles         | CLM P1/01               | AER P60 2.4L Turbo V6         | Christian Klien   | M      | 4                    | 1-2                |        |
| Team ByKolles         | CLM P1/01               | AER P60 2.4L Turbo V6         | Tiago Monteiro    | M      | 4                    | 3                  |        |
| Team ByKolles         | CLM P1/01               | AER P60 2.4L Turbo V6         | Pierre Kaffer     | M      | 4                    | 3-8                |        |
| Audi Sport Team Joest | Audi R18 e-tron quattro | Audi TDI 4.0L Turbo Diesel V6 | Hybride           | M      | 7                    | André Lotterer     | Alle   |
| Audi Sport Team Joest | Audi R18 e-tron quattro | Audi TDI 4.0L Turbo Diesel V6 | Hybride           | M      | 7                    | Benoît Tréluyer    | Alle   |
| Audi Sport Team Joest | Audi R18 e-tron quattro | Audi TDI 4.0L Turbo Diesel V6 | Hybride           | M      | 7                    | Marcel Fässler     | Alle   |
| Audi Sport Team Joest | Audi R18 e-tron quattro | Audi TDI 4.0L Turbo Diesel V6 | Hybride           | M      | 8                    | Oliver Jarvis      | Alle   |
| Audi Sport Team Joest | Audi R18 e-tron quattro | Audi TDI 4.0L Turbo Diesel V6 | Hybride           | M      | 8                    | Lucas di Grassi    | Alle   |
| Audi Sport Team Joest | Audi R18 e-tron quattro | Audi TDI 4.0L Turbo Diesel V6 | Hybride           | M      | 8                    | Loïc Duval         | Alle   |
| Audi Sport Team Joest | Audi R18 e-tron quattro | Audi TDI 4.0L Turbo Diesel V6 | Hybride           | M      | 9                    | Marco Bonanomi     | 2-3    |
| Audi Sport Team Joest | Audi R18 e-tron quattro | Audi TDI 4.0L Turbo Diesel V6 | Hybride           | M      | 9                    | Filipe Albuquerque | 2-3    |
| Audi Sport Team Joest | Audi R18 e-tron quattro | Audi TDI 4.0L Turbo Diesel V6 | Hybride           | M      | 9                    | René Rast          | 2-3    |
| Rebellion Racing      | Rebellion R-One         | AER P60 2.4L Turbo V6         |                   | M      | 12                   | Nicolas Prost      | 3-8    |
| Rebellion Racing      | Rebellion R-One         | AER P60 2.4L Turbo V6         | Mathias Beche     | M      | 12                   | 3-8                |        |
| Rebellion Racing      | Rebellion R-One         | AER P60 2.4L Turbo V6         | Nick Heidfeld     | M      | 12                   | 3-5                |        |
| Rebellion Racing      | Rebellion R-One         | AER P60 2.4L Turbo V6         | 13                | M      | Dominik Kraihamer    | 3-8                |        |
| Rebellion Racing      | Rebellion R-One         | AER P60 2.4L Turbo V6         | 13                | M      | Alexandre Imperatori | 3-8                |        |
| Rebellion Racing      | Rebellion R-One         | AER P60 2.4L Turbo V6         | 13                | M      | Daniel Abt           | 3-6                |        |
| Rebellion Racing      | Rebellion R-One         | AER P60 2.4L Turbo V6         | 13                | M      | Mathéo Tuscher       | 7-8                |        |
| Porsche Team          | Porsche 919 Hybrid      | Porsche 2.0L Turbo V4         | Hybride           | M      | 17                   | Timo Bernhard      | Alle   |
| Porsche Team          | Porsche 919 Hybrid      | Porsche 2.0L Turbo V4         | Hybride           | M      | 17                   | Mark Webber        | Alle   |
| Porsche Team          | Porsche 919 Hybrid      | Porsche 2.0L Turbo V4         | Hybride           | M      | 17                   | Brendon Hartley    | Alle   |
| Porsche Team          | Porsche 919 Hybrid      | Porsche 2.0L Turbo V4         | Hybride           | M      | 18                   | Romain Dumas       | Alle   |
| Porsche Team          | Porsche 919 Hybrid      | Porsche 2.0L Turbo V4         | Hybride           | M      | 18                   | Neel Jani          | Alle   |
| Porsche Team          | Porsche 919 Hybrid      | Porsche 2.0L Turbo V4         | Hybride           | M      | 18                   | Marc Lieb          | Alle   |
| Porsche Team          | Porsche 919 Hybrid      | Porsche 2.0L Turbo V4         | Hybride           | M      | 19                   | Nico Hülkenberg    | 2-3    |
| Porsche Team          | Porsche 919 Hybrid      | Porsche 2.0L Turbo V4         | Hybride           | M      | 19                   | Earl Bamber        | 2-3    |
| Porsche Team          | Porsche 919 Hybrid      | Porsche 2.0L Turbo V4         | Hybride           | M      | 19                   | Nick Tandy         | 2-3    |
| Nissan Motorsports    | Nissan GT-R LM Nismo    | Nissan VRX30A 3.0L Turbo V6   | Hybride           | M      | 21                   | Tsugio Matsuda     | 3      |
| Nissan Motorsports    | Nissan GT-R LM Nismo    | Nissan VRX30A 3.0L Turbo V6   | Hybride           | M      | 21                   | Lucas Ordóñez      | 3      |
| Nissan Motorsports    | Nissan GT-R LM Nismo    | Nissan VRX30A 3.0L Turbo V6   | Hybride           | M      | 21                   | Mark Shulzhitskiy  | 3      |
| Nissan Motorsports    | Nissan GT-R LM Nismo    | Nissan VRX30A 3.0L Turbo V6   | Hybride           | M      | 22                   | Harry Tincknell    | 3      |
| Nissan Motorsports    | Nissan GT-R LM Nismo    | Nissan VRX30A 3.0L Turbo V6   | Hybride           | M      | 22                   | Alex Buncombe      | 3      |
| Nissan Motorsports    | Nissan GT-R LM Nismo    | Nissan VRX30A 3.0L Turbo V6   | Hybride           | M      | 22                   | Michael Krumm      | 3      |
| Nissan Motorsports    | Nissan GT-R LM Nismo    | Nissan VRX30A 3.0L Turbo V6   | Hybride           | M      | 23                   | Olivier Pla        | 3      |
| Nissan Motorsports    | Nissan GT-R LM Nismo    | Nissan VRX30A 3.0L Turbo V6   | Hybride           | M      | 23                   | Jann Mardenborough | 3      |
| Nissan Motorsports    | Nissan GT-R LM Nismo    | Nissan VRX30A 3.0L Turbo V6   | Hybride           | M      | 23                   | Max Chilton        | 3      |

### LMP2
| Team                      | Auto              | Motor                      | Banden | Nr. | Coureur                  | Races     |
| ------------------------- | ----------------- | -------------------------- | ------ | --- | ------------------------ | --------- |
| G-Drive Racing            | Ligier JS P2      | Nissan VK45DE 4.5L V8      | D      | 26  | Roman Roesinov           | Alle      |
| G-Drive Racing            | Ligier JS P2      | Nissan VK45DE 4.5L V8      | D      | 26  | Julien Canal             | Alle      |
| G-Drive Racing            | Ligier JS P2      | Nissan VK45DE 4.5L V8      | D      | 26  | Sam Bird                 | Alle      |
| G-Drive Racing            | Ligier JS P2      | Nissan VK45DE 4.5L V8      | D      | 28  | Gustavo Yacamán          | Alle      |
| G-Drive Racing            | Ligier JS P2      | Nissan VK45DE 4.5L V8      | D      | 28  | Ricardo González         | Alle      |
| G-Drive Racing            | Ligier JS P2      | Nissan VK45DE 4.5L V8      | D      | 28  | Pipo Derani              | Alle      |
| Extreme Speed Motorsports | HPD ARX-03b       | Honda HR28TT 2.8L Turbo V6 | D      | 30  | Scott Sharp              | Alle      |
| Extreme Speed Motorsports | HPD ARX-03b       | Honda HR28TT 2.8L Turbo V6 | D      | 30  | Ryan Dalziel             | Alle      |
| Extreme Speed Motorsports | HPD ARX-03b       | Honda HR28TT 2.8L Turbo V6 | D      | 30  | David Heinemeier Hansson | Alle      |
| Extreme Speed Motorsports | HPD ARX-03b       | Honda HR28TT 2.8L Turbo V6 | D      | 31  | Ed Brown                 | Alle      |
| Extreme Speed Motorsports | HPD ARX-03b       | Honda HR28TT 2.8L Turbo V6 | D      | 31  | Jon Fogarty              | Alle      |
| Extreme Speed Motorsports | HPD ARX-03b       | Honda HR28TT 2.8L Turbo V6 | D      | 31  | David Brabham            | 1         |
| Extreme Speed Motorsports | HPD ARX-03b       | Honda HR28TT 2.8L Turbo V6 | D      | 31  | Johannes van Overbeek    | 2-8       |
| OAK Racing                | Ligier JS P2      | Honda HR28TT 2.8L Turbo V6 | D      | 34  | Chris Cumming            | 3         |
| OAK Racing                | Ligier JS P2      | Honda HR28TT 2.8L Turbo V6 | D      | 34  | Kévin Estre              | 3         |
| OAK Racing                | Ligier JS P2      | Honda HR28TT 2.8L Turbo V6 | D      | 34  | Laurens Vanthoor         | 3         |
| OAK Racing                | Ligier JS P2      | Nissan VK45DE 4.5L V8      | D      | 35  | Jacques Nicolet          | 1-3       |
| OAK Racing                | Ligier JS P2      | Nissan VK45DE 4.5L V8      | D      | 35  | Jean-Marc Merlin         | 1-3       |
| OAK Racing                | Ligier JS P2      | Nissan VK45DE 4.5L V8      | D      | 35  | Erik Maris               | 1-3       |
| Signatech Alpine          | Alpine A450b      | Nissan VK45DE 4.5L V8      | D      | 36  | Nelson Panciatici        | Alle      |
| Signatech Alpine          | Alpine A450b      | Nissan VK45DE 4.5L V8      | D      | 36  | Paul-Loup Chatin         | Alle      |
| Signatech Alpine          | Alpine A450b      | Nissan VK45DE 4.5L V8      | D      | 36  | Vincent Capillaire       | 1-6       |
| Signatech Alpine          | Alpine A450b      | Nissan VK45DE 4.5L V8      | D      | 36  | Tom Dillmann             | 7-8       |
| Strakka Racing            | Strakka-Dome S103 | Nissan VK45DE 4.5L V8      | M D    | 42  | Nick Leventis            | Alle      |
| Strakka Racing            | Strakka-Dome S103 | Nissan VK45DE 4.5L V8      | M D    | 42  | Jonny Kane               | Alle      |
| Strakka Racing            | Strakka-Dome S103 | Nissan VK45DE 4.5L V8      | M D    | 42  | Danny Watts              | Alle      |
| Team SARD Morand          | Morgan LMP2 Evo   | SARD (Judd) 3.6L V8        | D      | 43  | Oliver Webb              | 2-8       |
| Team SARD Morand          | Morgan LMP2 Evo   | SARD (Judd) 3.6L V8        | D      | 43  | Pierre Ragues            | 2-8       |
| Team SARD Morand          | Morgan LMP2 Evo   | SARD (Judd) 3.6L V8        | D      | 43  | Zoël Amberg              | 2-3       |
| Team SARD Morand          | Morgan LMP2 Evo   | SARD (Judd) 3.6L V8        | D      | 43  | Archie Hamilton          | 4-5       |
| Team SARD Morand          | Morgan LMP2 Evo   | SARD (Judd) 3.6L V8        | D      | 43  | Chris Cumming            | 6-8       |
| KCMG                      | Oreca 05          | Nissan VK45DE 4.5L V8      | D      | 47  | Matthew Howson           | Alle      |
| KCMG                      | Oreca 05          | Nissan VK45DE 4.5L V8      | D      | 47  | Richard Bradley          | Alle      |
| KCMG                      | Oreca 05          | Nissan VK45DE 4.5L V8      | D      | 47  | Nick Tandy               | 1, 4, 6-8 |
| KCMG                      | Oreca 05          | Nissan VK45DE 4.5L V8      | D      | 47  | Nicolas Lapierre         | 2-3, 5    |

### LMGTE Pro
| Team                   | Auto                     | Motor                | Banden | Nr. | Coureur              | Races    |
| ---------------------- | ------------------------ | -------------------- | ------ | --- | -------------------- | -------- |
| AF Corse               | Ferrari 458 Italia GT2   | Ferrari 4.5L V8      | M      | 51  | Gianmaria Bruni      | Alle     |
| AF Corse               | Ferrari 458 Italia GT2   | Ferrari 4.5L V8      | M      | 51  | Toni Vilander        | Alle     |
| AF Corse               | Ferrari 458 Italia GT2   | Ferrari 4.5L V8      | M      | 51  | Giancarlo Fisichella | 3        |
| AF Corse               | Ferrari 458 Italia GT2   | Ferrari 4.5L V8      | M      | 71  | Davide Rigon         | Alle     |
| AF Corse               | Ferrari 458 Italia GT2   | Ferrari 4.5L V8      | M      | 71  | James Calado         | Alle     |
| AF Corse               | Ferrari 458 Italia GT2   | Ferrari 4.5L V8      | M      | 71  | Olivier Beretta      | 3        |
| Porsche Team Manthey   | Porsche 911 RSR          | Porsche 4.0L Flat-6  | M      | 91  | Richard Lietz        | 1, 3-8   |
| Porsche Team Manthey   | Porsche 911 RSR          | Porsche 4.0L Flat-6  | M      | 91  | Michael Christensen  | 1, 3-8   |
| Porsche Team Manthey   | Porsche 911 RSR          | Porsche 4.0L Flat-6  | M      | 91  | Sven Müller          | 2        |
| Porsche Team Manthey   | Porsche 911 RSR          | Porsche 4.0L Flat-6  | M      | 91  | Kévin Estre          | 2        |
| Porsche Team Manthey   | Porsche 911 RSR          | Porsche 4.0L Flat-6  | M      | 91  | Jörg Bergmeister     | 3        |
| Porsche Team Manthey   | Porsche 911 RSR          | Porsche 4.0L Flat-6  | M      | 92  | Frédéric Makowiecki  | Alle     |
| Porsche Team Manthey   | Porsche 911 RSR          | Porsche 4.0L Flat-6  | M      | 92  | Patrick Pilet        | 1, 3-8   |
| Porsche Team Manthey   | Porsche 911 RSR          | Porsche 4.0L Flat-6  | M      | 92  | Richard Lietz        | 2        |
| Porsche Team Manthey   | Porsche 911 RSR          | Porsche 4.0L Flat-6  | M      | 92  | Wolf Henzler         | 3        |
| Aston Martin Racing    | Aston Martin Vantage GTE | Aston Martin 4.5L V8 | M      | 95  | Marco Sørensen       | 1-6, 8   |
| Aston Martin Racing    | Aston Martin Vantage GTE | Aston Martin 4.5L V8 | M      | 95  | Christoffer Nygaard  | 1-6, 8   |
| Aston Martin Racing    | Aston Martin Vantage GTE | Aston Martin 4.5L V8 | M      | 95  | Nicki Thiim          | 1, 3, 8  |
| Aston Martin Racing    | Aston Martin Vantage GTE | Aston Martin 4.5L V8 | M      | 97  | Darren Turner        | Alle     |
| Aston Martin Racing    | Aston Martin Vantage GTE | Aston Martin 4.5L V8 | M      | 97  | Stefan Mücke         | 1-4      |
| Aston Martin Racing    | Aston Martin Vantage GTE | Aston Martin 4.5L V8 | M      | 97  | Robert Bell          | 2-3      |
| Aston Martin Racing    | Aston Martin Vantage GTE | Aston Martin 4.5L V8 | M      | 97  | Jonathan Adam        | 4-8      |
| Aston Martin Racing V8 | Aston Martin Vantage GTE | Aston Martin 4.5L V8 | M      | 99  | Fernando Rees        | Alle     |
| Aston Martin Racing V8 | Aston Martin Vantage GTE | Aston Martin 4.5L V8 | M      | 99  | Alex MacDowall       | Alle     |
| Aston Martin Racing V8 | Aston Martin Vantage GTE | Aston Martin 4.5L V8 | M      | 99  | Richie Stanaway      | 1-5, 7-8 |
| Aston Martin Racing V8 | Aston Martin Vantage GTE | Aston Martin 4.5L V8 | M      | 99  | Stefan Mücke         | 6        |

### LMGTE Am
| Team                    | Auto                     | Motor                   | Banden | Nr. | Coureur               | Races    |
| ----------------------- | ------------------------ | ----------------------- | ------ | --- | --------------------- | -------- |
| Larbre Compétition      | Chevrolet Corvette C7.R  | Chevrolet LT5.5 5.5L V8 | M      | 50  | Gianluca Roda         | Alle     |
| Larbre Compétition      | Chevrolet Corvette C7.R  | Chevrolet LT5.5 5.5L V8 | M      | 50  | Paolo Ruberti         | Alle     |
| Larbre Compétition      | Chevrolet Corvette C7.R  | Chevrolet LT5.5 5.5L V8 | M      | 50  | Kristian Poulsen      | 1-5, 8   |
| Larbre Compétition      | Chevrolet Corvette C7.R  | Chevrolet LT5.5 5.5L V8 | M      | 50  | Nicolai Sylvest       | 6-7      |
| SMP Racing              | Ferrari 458 Italia GT2   | Ferrari 4.5L V8         | M      | 72  | Viktor Shaytar        | Alle     |
| SMP Racing              | Ferrari 458 Italia GT2   | Ferrari 4.5L V8         | M      | 72  | Aleksey Basov         | Alle     |
| SMP Racing              | Ferrari 458 Italia GT2   | Ferrari 4.5L V8         | M      | 72  | Andrea Bertolini      | Alle     |
| Dempsey Racing-Proton   | Porsche 911 RSR          | Porsche 4.0L Flat-6     | M      | 77  | Marco Seefried        | Alle     |
| Dempsey Racing-Proton   | Porsche 911 RSR          | Porsche 4.0L Flat-6     | M      | 77  | Patrick Long          | Alle     |
| Dempsey Racing-Proton   | Porsche 911 RSR          | Porsche 4.0L Flat-6     | M      | 77  | Patrick Dempsey       | 1-7      |
| Dempsey Racing-Proton   | Porsche 911 RSR          | Porsche 4.0L Flat-6     | M      | 77  | Christian Ried        | 8        |
| Abu Dhabi-Proton Racing | Porsche 911 RSR          | Porsche 4.0L Flat-6     | M      | 88  | Khaled Al Qubaisi     | Alle     |
| Abu Dhabi-Proton Racing | Porsche 911 RSR          | Porsche 4.0L Flat-6     | M      | 88  | Christian Ried        | 1-7      |
| Abu Dhabi-Proton Racing | Porsche 911 RSR          | Porsche 4.0L Flat-6     | M      | 88  | Klaus Bachler         | 1-3, 7-8 |
| Abu Dhabi-Proton Racing | Porsche 911 RSR          | Porsche 4.0L Flat-6     | M      | 88  | Earl Bamber           | 4-6      |
| Abu Dhabi-Proton Racing | Porsche 911 RSR          | Porsche 4.0L Flat-6     | M      | 88  | Marco Mapelli         | 8        |
| AF Corse                | Ferrari 458 Italia GT2   | Ferrari 4.5L V8         | M      | 55  | Duncan Cameron        | 2-3      |
| AF Corse                | Ferrari 458 Italia GT2   | Ferrari 4.5L V8         | M      | 55  | Alex Mortimer         | 2-3      |
| AF Corse                | Ferrari 458 Italia GT2   | Ferrari 4.5L V8         | M      | 55  | Matt Griffin          | 2-3      |
| AF Corse                | Ferrari 458 Italia GT2   | Ferrari 4.5L V8         | M      | 61  | Peter Ashley Mann     | 3        |
| AF Corse                | Ferrari 458 Italia GT2   | Ferrari 4.5L V8         | M      | 61  | Raffaele Giammaria    | 3        |
| AF Corse                | Ferrari 458 Italia GT2   | Ferrari 4.5L V8         | M      | 61  | Matteo Cressoni       | 3        |
| AF Corse                | Ferrari 458 Italia GT2   | Ferrari 4.5L V8         | M      | 83  | François Perrodo      | Alle     |
| AF Corse                | Ferrari 458 Italia GT2   | Ferrari 4.5L V8         | M      | 83  | Emmanuel Collard      | Alle     |
| AF Corse                | Ferrari 458 Italia GT2   | Ferrari 4.5L V8         | M      | 83  | Rui Águas             | 1-7      |
| AF Corse                | Ferrari 458 Italia GT2   | Ferrari 4.5L V8         | M      | 83  | Matteo Cressoni       | 8        |
| Aston Martin Racing     | Aston Martin Vantage GTE | Aston Martin 4.5L V8    | M      | 96  | Stuart Hall           | Alle     |
| Aston Martin Racing     | Aston Martin Vantage GTE | Aston Martin 4.5L V8    | M      | 96  | Francesco Castellacci | Alle     |
| Aston Martin Racing     | Aston Martin Vantage GTE | Aston Martin 4.5L V8    | M      | 96  | Roald Goethe          | 1-4, 8   |
| Aston Martin Racing     | Aston Martin Vantage GTE | Aston Martin 4.5L V8    | M      | 96  | Benny Simonsen        | 5        |
| Aston Martin Racing     | Aston Martin Vantage GTE | Aston Martin 4.5L V8    | M      | 96  | Liam Griffin          | 6-7      |
| Aston Martin Racing     | Aston Martin Vantage GTE | Aston Martin 4.5L V8    | M      | 98  | Paul Dalla Lana       | Alle     |
| Aston Martin Racing     | Aston Martin Vantage GTE | Aston Martin 4.5L V8    | M      | 98  | Pedro Lamy            | Alle     |
| Aston Martin Racing     | Aston Martin Vantage GTE | Aston Martin 4.5L V8    | M      | 98  | Mathias Lauda         | Alle     |

## Resultaten
| Ronde | Circuit     | Winnaar LMP1                                  | Winnaar LMP1 privé                                    | Winnaar LMP2                                    | Winnaar LMGTE Pro                            | Winnaar LMGTE Am                              | Verslag |
| ----- | ----------- | --------------------------------------------- | ----------------------------------------------------- | ----------------------------------------------- | -------------------------------------------- | --------------------------------------------- | ------- |
| 1     | Silverstone | #7 Audi Sport Team Joest                      | geen finishers                                        | #26 G-Drive Racing                              | #51 AF Corse                                 | #98 Aston Martin Racing                       | Verslag |
| 1     | Silverstone | André Lotterer Marcel Fässler Benoît Tréluyer | geen finishers                                        | Roman Roesinov Julien Canal Sam Bird            | Gianmaria Bruni Toni Vilander                | Paul Dalla Lana Pedro Lamy Mathias Lauda      | Verslag |
| 2     | Spa         | #7 Audi Sport Team Joest                      | geen finishers                                        | #28 G-Drive Racing                              | #99 Aston Martin Racing V8                   | #98 Aston Martin Racing                       | Verslag |
| 2     | Spa         | André Lotterer Marcel Fässler Benoît Tréluyer | geen finishers                                        | Gustavo Yacamán Ricardo González Pipo Derani    | Fernando Rees Alex MacDowall Richie Stanaway | Paul Dalla Lana Pedro Lamy Mathias Lauda      | Verslag |
| 3     | Le Mans     | #19 Porsche Team                              | #13 Rebellion Racing                                  | #47 KCMG                                        | #71 AF Corse                                 | #72 SMP Racing                                | Verslag |
| 3     | Le Mans     | Nico Hülkenberg Earl Bamber Nick Tandy        | Dominik Kraihamer Alexandre Imperatori Daniel Abt     | Matthew Howson Richard Bradley Nicolas Lapierre | Davide Rigon James Calado Olivier Beretta    | Viktor Shaytar Aleksey Basov Andrea Bertolini | Verslag |
| 4     | Nürburgring | #17 Porsche Team                              | #4 Team ByKolles                                      | #47 KCMG                                        | #91 Porsche Team Manthey                     | #72 SMP Racing                                | Verslag |
| 4     | Nürburgring | Timo Bernhard Mark Webber Brendon Hartley     | Simon Trummer Pierre Kaffer                           | Matthew Howson Richard Bradley Nick Tandy       | Richard Lietz Michael Christensen            | Viktor Shaytar Aleksey Basov Andrea Bertolini | Verslag |
| 5     | Austin      | #17 Porsche Team                              | #4 Team ByKolles                                      | #26 G-Drive Racing                              | #91 Porsche Team Manthey                     | #72 SMP Racing                                | Verslag |
| 5     | Austin      | Timo Bernhard Mark Webber Brendon Hartley     | Simon Trummer Pierre Kaffer                           | Roman Roesinov Julien Canal Sam Bird            | Richard Lietz Michael Christensen            | Viktor Shaytar Aleksey Basov Andrea Bertolini | Verslag |
| 6     | Fuji        | #17 Porsche Team                              | #12 Rebellion Racing                                  | #26 G-Drive Racing                              | #51 AF Corse                                 | #77 Dempsey Racing-Proton                     | Verslag |
| 6     | Fuji        | Timo Bernhard Mark Webber Brendon Hartley     | Nicolas Prost Mathias Beche                           | Roman Roesinov Julien Canal Sam Bird            | Gianmaria Bruni Toni Vilander                | Patrick Dempsey Patrick Long Marco Seefried   | Verslag |
| 7     | Shanghai    | #17 Porsche Team                              | #12 Rebellion Racing                                  | #36 Signatech Alpine                            | #91 Porsche Team Manthey                     | #83 AF Corse                                  | Verslag |
| 7     | Shanghai    | Timo Bernhard Mark Webber Brendon Hartley     | Nicolas Prost Mathias Beche                           | Nelson Panciatici Paul-Loup Chatin Tom Dillmann | Richard Lietz Michael Christensen            | François Perrodo Emmanuel Collard Rui Águas   | Verslag |
| 8     | Bahrein     | #18 Porsche Team                              | #13 Rebellion Racing                                  | #26 G-Drive Racing                              | #92 Porsche Team Manthey                     | #98 Aston Martin Racing                       | Verslag |
| 8     | Bahrein     | Marc Lieb Romain Dumas Neel Jani              | Dominik Kraihamer Alexandre Imperatori Mathéo Tuscher | Roman Roesinov Julien Canal Sam Bird            | Frédéric Makowiecki Patrick Pilet            | Paul Dalla Lana Pedro Lamy Mathias Lauda      | Verslag |

## Kampioenschappen

### Puntensysteem
- Inschrijvingen vertrekkend van pole-position zijn vetgedrukt.
- Voor de 24 uur van Le Mans werden dubbele punten uitgereikt.

| Positie | 1e | 2e | 3e | 4e | 5e | 6e | 7e | 8e | 9e | 10e | Overig | Pole |
| Punten  | 25 | 18 | 15 | 12 | 10 | 8  | 6  | 4  | 2  | 1   | 0,5    | 1    |

### Coureurs
Er worden vijf titels uitgereikt aan de coureurs, waarvan twee wereldkampioenschappen. De kampioenen in de LMP- en de GT-klassen worden gekroond tot wereldkampioen, terwijl de kampioenen in de LMP1-privé-, LMP2- en LMGTE Am-klassen een FIA Endurance Trophy krijgen.

#### LMP
| Pos. | Coureur            | Team                  | SIL | SPA | LEM | NÜR | COA | FUJ | SHA | BHR | Punten |
| ---- | ------------------ | --------------------- | --- | --- | --- | --- | --- | --- | --- | --- | ------ |
| 1    | Timo Bernhard      | Porsche Team          | DNF | 3   | 2   | 1   | 1   | 1   | 1   | 5   | 166    |
| 1    | Mark Webber        | Porsche Team          | DNF | 3   | 2   | 1   | 1   | 1   | 1   | 5   | 166    |
| 1    | Brendon Hartley    | Porsche Team          | DNF | 3   | 2   | 1   | 1   | 1   | 1   | 5   | 166    |
| 2    | André Lotterer     | Audi Sport Team Joest | 1   | 1   | 3   | 3   | 2   | 3   | 3   | 2   | 161    |
| 2    | Marcel Fässler     | Audi Sport Team Joest | 1   | 1   | 3   | 3   | 2   | 3   | 3   | 2   | 161    |
| 2    | Benoît Tréluyer    | Audi Sport Team Joest | 1   | 1   | 3   | 3   | 2   | 3   | 3   | 2   | 161    |
| 3    | Marc Lieb          | Porsche Team          | 2   | 2   | 5   | 2   | 12  | 2   | 2   | 1   | 138,5  |
| 3    | Romain Dumas       | Porsche Team          | 2   | 2   | 5   | 2   | 12  | 2   | 2   | 1   | 138,5  |
| 3    | Neel Jani          | Porsche Team          | 2   | 2   | 5   | 2   | 12  | 2   | 2   | 1   | 138,5  |
| 4    | Loïc Duval         | Audi Sport Team Joest | 5   | 7   | 4   | 4   | 3   | 4   | 4   | 6   | 99     |
| 4    | Lucas di Grassi    | Audi Sport Team Joest | 5   | 7   | 4   | 4   | 3   | 4   | 4   | 6   | 99     |
| 4    | Oliver Jarvis      | Audi Sport Team Joest | 5   | 7   | 4   | 4   | 3   | 4   | 4   | 6   | 99     |
| 5    | Anthony Davidson   | Toyota Racing         | 3   | 8   | 8   | 5   | 4   | 5   | 6   | 4   | 79     |
| 5    | Sébastien Buemi    | Toyota Racing         | 3   | 8   | 8   | 5   | 4   | 5   | 6   | 4   | 79     |
| 6    | Alexander Wurz     | Toyota Racing         | 4   | 5   | 6   | 6   | DNF | 6   | 5   | 3   | 79     |
| 6    | Mike Conway        | Toyota Racing         | 4   | 5   | 6   | 6   | DNF | 6   | 5   | 3   | 79     |
| 6    | Stéphane Sarrazin  | Toyota Racing         | 4   | 5   | 6   | 6   | DNF | 6   | 5   | 3   | 79     |
| 7    | Kazuki Nakajima    | Toyota Racing         | 3   | WD  | 8   | 5   | 4   | 5   | 6   | 4   | 75     |
| 8    | Nick Tandy         | KCMG                  | 9   |     |     | 7   |     | DNF | 11  | 8   | 70,5   |
| 8    | Nick Tandy         | Porsche Team          |     | 6   | 1   |     |     |     |     |     | 70,5   |
| 9    | Earl Bamber        | Porsche Team          |     | 6   | 1   |     |     |     |     |     | 58     |
| 9    | Nico Hülkenberg    | Porsche Team          |     | 6   | 1   |     |     |     |     |     | 58     |
| 10   | Roman Roesinov     | G-Drive Racing        | 6   | 17  | 10  | 8   | 5   | 9   | 10  | 7   | 33,5   |
| 10   | Julien Canal       | G-Drive Racing        | 6   | 17  | 10  | 8   | 5   | 9   | 10  | 7   | 33,5   |
| 10   | Sam Bird           | G-Drive Racing        | 6   | 17  | 10  | 8   | 5   | 9   | 10  | 7   | 33,5   |
| 11   | Matthew Howson     | KCMG                  | 9   | 11  | 9   | 7   | 6   | DNF | 11  | 8   | 25     |
| 11   | Richard Bradley    | KCMG                  | 9   | 11  | 9   | 7   | 6   | DNF | 11  | 8   | 25     |
| 12   | Filipe Albuquerque | Audi Sport Team Joest |     | 4   | 7   |     |     |     |     |     | 24     |
| 12   | Marco Bonanomi     | Audi Sport Team Joest |     | 4   | 7   |     |     |     |     |     | 24     |
| 12   | René Rast          | Audi Sport Team Joest |     | 4   | 7   |     |     |     |     |     | 24     |
| Pos. | Coureur            | Team                  | SIL | SPA | LEM | NÜR | COA | FUJ | SHA | BHR | Punten |

#### GTE
| Pos. | Coureur             | Team                   | SIL | SPA | LEM | NÜR | COA | FUJ | SHA | BHR | Punten |
| ---- | ------------------- | ---------------------- | --- | --- | --- | --- | --- | --- | --- | --- | ------ |
| 1    | Richard Lietz       | Porsche Team Manthey   | 2   | 2   | 7   | 1   | 1   | 4   | 1   | 5   | 145    |
| 2    | Gianmaria Bruni     | AF Corse               | 1   | 4   | 4   | 14  | 7   | 1   | 2   | 2   | 131,5  |
| 2    | Toni Vilander       | AF Corse               | 1   | 4   | 4   | 14  | 7   | 1   | 2   | 2   | 131,5  |
| 3    | Michael Christensen | Porsche Team Manthey   | 2   |     | 7   | 1   | 1   | 4   | 1   | 5   | 127    |
| 4    | Davide Rigon        | AF Corse               | 3   | 7   | 2   | 3   | 3   | 3   | 4   | 6   | 123    |
| 4    | James Calado        | AF Corse               | 3   | 7   | 2   | 3   | 3   | 3   | 4   | 6   | 123    |
| 5    | Frédéric Makowiecki | Porsche Team Manthey   | 7   | 2   | DNF | 2   | 2   | 2   | 3   | 1   | 118    |
| 6    | Patrick Pilet       | Porsche Team Manthey   | 7   |     | DNF | 2   | 2   | 2   | 3   | 1   | 100    |
| 7    | Fernando Rees       | Aston Martin Racing V8 | 6   | 1   | 9   | 5   | 4   | 7   | 5   | 7   | 84     |
| 7    | Alex MacDowall      | Aston Martin Racing V8 | 6   | 1   | 9   | 5   | 4   | 7   | 5   | 7   | 84     |
| 8    | Christoffer Nygaard | Aston Martin Racing    | 4   | 6   | 6   | 4   | 5   | 5   |     | 4   | 81     |
| 8    | Marco Sørensen      | Aston Martin Racing    | 4   | 6   | 6   | 4   | 5   | 5   |     | 4   | 81     |
| 9    | Richie Stanaway     | Aston Martin Racing V8 | 6   | 1   | 9   | 5   | 4   |     | 5   | 7   | 78     |
| 10   | Darren Turner       | Aston Martin Racing    | 5   | 5   | DNF | 6   | 6   | 6   | 6   | 3   | 67     |
| 11   | Aleksey Basov       | SMP Racing             | 10  | 10  | 1   | 7   | 8   | 13  | 9   | 12  | 65     |
| 11   | Viktor Shaytar      | SMP Racing             | 10  | 10  | 1   | 7   | 8   | 13  | 9   | 12  | 65     |
| 11   | Andrea Bertolini    | SMP Racing             | 10  | 10  | 1   | 7   | 8   | 13  | 9   | 12  | 65     |
| 12   | Jonathan Adam       | Aston Martin Racing    |     |     |     | 6   | 6   | 6   | 6   | 3   | 47     |
| Pos. | Coureur             | Team                   | SIL | SPA | LEM | NÜR | COA | FUJ | SHA | BHR | Punten |

#### LMP1-privécoureurs
| Pos. | Coureur              | Team             | SIL | SPA | LEM | NÜR | COA | FUJ | SHA | BHR | Punten |
| ---- | -------------------- | ---------------- | --- | --- | --- | --- | --- | --- | --- | --- | ------ |
| 1    | Nicolas Prost        | Rebellion Racing |     |     | 2   | 2   | 3   | 1   | 1   | 3   | 134    |
| 1    | Mathias Beche        | Rebellion Racing |     |     | 2   | 2   | 3   | 1   | 1   | 3   | 134    |
| 2    | Alexandre Imperatori | Rebellion Racing |     |     | 1   | DNF | 2   | 3   | DNF | 1   | 108    |
| 2    | Dominik Kraihamer    | Rebellion Racing |     |     | 1   | DNF | 2   | 3   | DNF | 1   | 108    |
| 3    | Simon Trummer        | Team ByKolles    | DNF | DNF | EX  | 1   | 1   | 2   | 2   | 2   | 104    |
| 3    | Pierre Kaffer        | Team ByKolles    |     |     | EX  | 1   | 1   | 2   | 2   | 2   | 104    |
| 4    | Daniel Abt           | Rebellion Racing |     |     | 1   | DNF | 2   | 3   |     |     | 83     |
| 5    | Nick Heidfeld        | Rebellion Racing |     |     | 2   | 2   | 3   |     |     |     | 69     |
| 6    | Mathéo Tuscher       | Rebellion Racing |     |     |     |     |     |     | DNF | 1   | 25     |
| Pos. | Coureur              | Team             | SIL | SPA | LEM | NÜR | COA | FUJ | SHA | BHR | Punten |

#### LMP2
| Pos. | Coureur           | Team             | SIL | SPA | LEM | NÜR | COA | FUJ | SHA | BHR | Punten |
| ---- | ----------------- | ---------------- | --- | --- | --- | --- | --- | --- | --- | --- | ------ |
| 1    | Roman Roesinov    | G-Drive Racing   | 1   | 9   | 2   | 2   | 1   | 1   | 2   | 1   | 178    |
| 1    | Julien Canal      | G-Drive Racing   | 1   | 9   | 2   | 2   | 1   | 1   | 2   | 1   | 178    |
| 1    | Sam Bird          | G-Drive Racing   | 1   | 9   | 2   | 2   | 1   | 1   | 2   | 1   | 178    |
| 2    | Matthew Howson    | KCMG             | 4   | 3   | 1   | 1   | 2   | DNF | 3   | 2   | 155    |
| 2    | Richard Bradley   | KCMG             | 4   | 3   | 1   | 1   | 2   | DNF | 3   | 2   | 155    |
| 3    | Gustavo Yacamán   | G-Drive Racing   | 2   | 1   | 3   | 3   | 3   | 3   | DNF | 3   | 134    |
| 3    | Ricardo González  | G-Drive Racing   | 2   | 1   | 3   | 3   | 3   | 3   | DNF | 3   | 134    |
| 3    | Pipo Derani       | G-Drive Racing   | 2   | 1   | 3   | 3   | 3   | 3   | DNF | 3   | 134    |
| 4    | Nelson Panciatici | Signatech Alpine | DNF | 4   | DNF | 5   | 6   | 2   | 1   | 4   | 86     |
| 4    | Paul-Loup Chatin  | Signatech Alpine | DNF | 4   | DNF | 5   | 6   | 2   | 1   | 4   | 86     |
| 5    | Nicolas Lapierre  | KCMG             |     | 3   | 1   |     | 2   |     |     |     | 84     |
| 6    | Nick Tandy        | KCMG             | 4   |     |     | 1   |     | DNF | 3   | 2   | 71     |
| 7    | Oliver Webb       | Team SARD Morand |     | 2   | DNF | 4   | 5   | 5   | 4   | 6   | 70     |
| 7    | Pierre Ragues     | Team SARD Morand |     | 2   | DNF | 4   | 5   | 5   | 4   | 6   | 70     |
| Pos. | Coureur           | Team             | SIL | SPA | LEM | NÜR | COA | FUJ | SHA | BHR | Punten |

#### LMGTE Am
| Pos. | Coureur               | Team                    | SIL | SPA | LEM | NÜR | COA | FUJ | SHA | BHR | Punten |
| ---- | --------------------- | ----------------------- | --- | --- | --- | --- | --- | --- | --- | --- | ------ |
| 1    | Viktor Shaytar        | SMP Racing              | 3   | 3   | 1   | 1   | 1   | 6   | 3   | 5   | 165    |
| 1    | Aleksey Basov         | SMP Racing              | 3   | 3   | 1   | 1   | 1   | 6   | 3   | 5   | 165    |
| 1    | Andrea Bertolini      | SMP Racing              | 3   | 3   | 1   | 1   | 1   | 6   | 3   | 5   | 165    |
| 2    | François Perrodo      | AF Corse                | 2   | 2   | 3   | 3   | 3   | 3   | 1   | 4   | 148    |
| 2    | Emmanuel Collard      | AF Corse                | 2   | 2   | 3   | 3   | 3   | 3   | 1   | 4   | 148    |
| 3    | Paul Dalla Lana       | Aston Martin Racing     | 1   | 1   | NC  | 2   | 5   | 2   | 2   | 1   | 144    |
| 3    | Pedro Lamy            | Aston Martin Racing     | 1   | 1   | NC  | 2   | 5   | 2   | 2   | 1   | 144    |
| 3    | Mathias Lauda         | Aston Martin Racing     | 1   | 1   | NC  | 2   | 5   | 2   | 2   | 1   | 144    |
| 4    | Rui Águas             | AF Corse                | 2   | 2   | 3   | 3   | 3   | 3   | 1   |     | 136    |
| 5    | Patrick Long          | Dempsey Racing-Proton   | 6   | 5   | 2   | 4   | 4   | 1   | 4   | 3   | 131    |
| 5    | Marco Seefried        | Dempsey Racing-Proton   | 6   | 5   | 2   | 4   | 4   | 1   | 4   | 3   | 131    |
| 6    | Patrick Dempsey       | Dempsey Racing-Proton   | 6   | 5   | 2   | 4   | 4   | 1   | 4   |     | 116    |
| 7    | Khaled Al Qubaisi     | Abu Dhabi-Proton Racing | 5   | 4   | DNF | 6   | 2   | 5   | 7   | 2   | 82     |
| 8    | Christian Ried        | Abu Dhabi-Proton Racing | 5   | 4   | DNF | 6   | 2   | 5   | 7   |     | 79     |
| 8    | Christian Ried        | Dempsey Racing-Proton   |     |     |     |     |     |     |     | 3   | 79     |
| 9    | Stuart Hall           | Aston Martin Racing     | 4   | 6   | DNF | 7   | 6   | 7   | 6   | 7   | 54     |
| 9    | Francesco Castellacci | Aston Martin Racing     | 4   | 6   | DNF | 7   | 6   | 7   | 6   | 7   | 54     |
| Pos. | Coureur               | Team                    | SIL | SPA | LEM | NÜR | COA | FUJ | SHA | BHR | Punten |

### Constructeurs en teams
Er worden zes titels uitgereikt aan de constructeurs en teams, waarvan twee wereldkampioenschappen. De kampioenen in de LMP1- en GTE-klassen worden gekroond tot wereldkampioen, terwijl de kampioenen in de LMP1-privé-, LMP2-, de LMGTE Pro- en LMGTE Am-klassen een FIA Endurance Trophy krijgen.

#### LMP1
Een constructeur ontvangt enkel punten voor de twee hoogst geklasseerde auto's.
| Pos. | Constructeur | SIL | SPA | LEM | NÜR | COA | FUJ | SHA | BHR | Punten |
| ---- | ------------ | --- | --- | --- | --- | --- | --- | --- | --- | ------ |
| 1    | Porsche      | 2   | 2   | 1   | 1   | 1   | 1   | 1   | 1   | 344    |
| 1    | Porsche      | DNF | 3   | 2   | 2   | 5   | 2   | 2   | 5   | 344    |
| 2    | Audi         | 1   | 1   | 3   | 3   | 2   | 3   | 3   | 2   | 264    |
| 2    | Audi         | 5   | 5   | 4   | 4   | 3   | 4   | 4   | 6   | 264    |
| 3    | Toyota       | 3   | 4   | 6   | 5   | 4   | 5   | 5   | 3   | 164    |
| 3    | Toyota       | 4   | 6   | 8   | 6   | DNF | 6   | 6   | 4   | 164    |
| 4    | Nissan       |     |     | NC  |     |     |     |     |     | 0      |
| 4    | Nissan       | DNF |     |     |     |     |     |     |     | 0      |
| Pos. | Constructeur | SIL | SPA | LEM | NÜR | COA | FUJ | SHA | BHR | Punten |

#### GTE
Een constructeur ontvangt enkel punten voor de twee hoogst geklasseerde auto's.
| Pos. | Constructeur | SIL | SPA | LEM | NÜR | COA | FUJ | SHA | BHR | Punten |
| ---- | ------------ | --- | --- | --- | --- | --- | --- | --- | --- | ------ |
| 1    | Porsche      | 2   | 2   | 3   | 1   | 1   | 2   | 1   | 1   | 290    |
| 1    | Porsche      | 7   | 3   | 7   | 2   | 2   | 4   | 3   | 5   | 290    |
| 2    | Ferrari      | 1   | 4   | 1   | 3   | 3   | 1   | 2   | 2   | 286    |
| 2    | Ferrari      | 3   | 7   | 2   | 7   | 7   | 3   | 4   | 6   | 286    |
| 3    | Aston Martin | 4   | 1   | 6   | 4   | 4   | 5   | 5   | 3   | 192    |
| 3    | Aston Martin | 5   | 5   | 8   | 5   | 5   | 6   | 6   | 4   | 192    |
| Pos. | Constructeur | SIL | SPA | LEM | NÜR | COA | FUJ | SHA | BHR | Punten |

#### LMP1-privéteams
| Pos. | Auto | Team             | SIL | SPA | LEM | NÜR | COA | FUJ | SHA | BHR | Punten |
| ---- | ---- | ---------------- | --- | --- | --- | --- | --- | --- | --- | --- | ------ |
| 1    | 12   | Rebellion Racing |     |     | 2   | 2   | 3   | 1   | 1   | 3   | 134    |
| 2    | 13   | Rebellion Racing |     |     | 1   | DNF | 2   | 3   | DNF | 1   | 108    |
| 3    | 4    | Team ByKolles    | DNF | DNF | EX  | 1   | 1   | 2   | 2   | 2   | 104    |
| Pos. | Auto | Team             | SIL | SPA | LEM | NÜR | COA | FUJ | SHA | BHR | Punten |

#### LMP2
| Pos. | Auto | Team                      | SIL | SPA | LEM | NÜR | COA | FUJ | SHA | BHR | Punten |
| ---- | ---- | ------------------------- | --- | --- | --- | --- | --- | --- | --- | --- | ------ |
| 1    | 26   | G-Drive Racing            | 1   | 9   | 2   | 2   | 1   | 1   | 2   | 1   | 178    |
| 2    | 47   | KCMG                      | 4   | 3   | 1   | 1   | 2   | DNF | 3   | 2   | 155    |
| 3    | 28   | G-Drive Racing            | 2   | 1   | 3   | 3   | 3   | 3   | DNF | 3   | 134    |
| 4    | 36   | Signatech Alpine          | DNF | 4   | DNF | 5   | 6   | 2   | 1   | 4   | 86     |
| 5    | 43   | Team SARD Morand          |     | 2   | DNF | 4   | 5   | 5   | 4   | 6   | 70     |
| 6    | 42   | Strakka Racing            | 3   | 5   | DNF | 7   | 7   | 6   | 6   | 5   | 63     |
| 7    | 30   | Extreme Speed Motorsports | EX  | 8   | 5   | 6   | 4   | 4   | DNF | 7   | 62     |
| 8    | 31   | Extreme Speed Motorsports | 6   | 7   | 4   | 8   | DNF | 7   | 5   | 8   | 62     |
| 9    | 35   | OAK Racing                | 5   | 6   | 6   |     |     |     |     |     | 34     |
| Pos. | Auto | Team                      | SIL | SPA | LEM | NÜR | COA | FUJ | SHA | BHR | Punten |

#### LMGTE Pro
| Pos. | Auto | Team                   | SIL | SPA | LEM | NÜR | COA | FUJ | SHA | BHR | Punten |
| ---- | ---- | ---------------------- | --- | --- | --- | --- | --- | --- | --- | --- | ------ |
| 1    | 91   | Porsche Team Manthey   | 2   | 3   | 4   | 1   | 1   | 4   | 1   | 5   | 154    |
| 2    | 51   | AF Corse               | 1   | 4   | 2   | 7   | 7   | 1   | 2   | 2   | 149    |
| 3    | 71   | AF Corse               | 3   | 7   | 1   | 3   | 3   | 3   | 4   | 6   | 137    |
| 4    | 92   | Porsche Team Manthey   | 7   | 2   | DNF | 2   | 2   | 2   | 3   | 1   | 118    |
| 4    | 99   | Aston Martin Racing V8 | 6   | 1   | 5   | 5   | 4   | 7   | 5   | 7   | 100    |
| 6    | 95   | Aston Martin Racing    | 4   | 6   | 3   | 4   | 5   | 5   |     | 4   | 95     |
| 7    | 97   | Aston Martin Racing    | 5   | 5   | DNF | 6   | 6   | 6   | 6   | 3   | 67     |
| Pos. | Auto | Team                   | SIL | SPA | LEM | NÜR | COA | FUJ | SHA | BHR | Punten |

#### LMGTE Am
| Pos. | Auto | Team                    | SIL | SPA | LEM | NÜR | COA | FUJ | SHA | BHR | Punten |
| ---- | ---- | ----------------------- | --- | --- | --- | --- | --- | --- | --- | --- | ------ |
| 1    | 72   | SMP Racing              | 3   | 3   | 1   | 1   | 1   | 6   | 3   | 5   | 165    |
| 2    | 83   | AF Corse                | 2   | 2   | 3   | 3   | 3   | 3   | 1   | 4   | 148    |
| 3    | 98   | Aston Martin Racing     | 1   | 1   | NC  | 2   | 5   | 2   | 2   | 1   | 144    |
| 4    | 77   | Dempsey Racing-Proton   | 6   | 5   | 2   | 4   | 4   | 1   | 4   | 3   | 131    |
| 5    | 88   | Abu Dhabi-Proton Racing | 5   | 4   | DNF | 6   | 2   | 5   | 7   | 2   | 82     |
| 6    | 96   | Aston Martin Racing     | 4   | 6   | DNF | 7   | 6   | 7   | 6   | 7   | 54     |
| 7    | 50   | Larbre Compétition      | 7   | DNF | DNF | 5   | 7   | 4   | 5   | 6   | 52     |
| Pos. | Auto | Team                    | SIL | SPA | LEM | NÜR | COA | FUJ | SHA | BHR | Punten |